# Leugny (Yonne)
Leugny é uma comuna francesa na região administrativa de Borgonha-Franco-Condado, no departamento de Yonne. Estende-se por uma área de 13,54 km². Em 2010 a comuna tinha 339 habitantes (densidade: 25 hab./km²).